# Aeroporto de Seongmu
O Aeroporto de Seongmu (hangul: 성무비행장; hanja: 星武飛行場) (ICAO: RKTE) é um pequeno aeródromo localizado em Cheongju, província de Chungcheong do Norte, na Coreia do Sul. É usado pela Academia da Força Aérea da Coreia para treinamento de voo. O aeródromo possui uma única pista (16/34).